# Корусевич, Алексей Николаевич
Алексей Николаевич Корусевич (17 марта 1901 года, Сестрорецк, Санкт-Петербургская губерния — неизвестно) — советский военный деятель, полковник (1942 год).

## Начальная биография
Алексей Николаевич Корусевич родился 17 марта 1901 года в Сестрорецке Санкт-Петербургской губернии.

## Военная служба

### Гражданская война
5 декабря 1918 года призван в ряды РККА, после чего служил в составе 17-го кавалерийского полка (17-я стрелковая дивизия) и вскоре принимал участие в боевых действиях в ходе советско-польской войны. 5 сентября 1920 года А. Н. Корусевич вместе со своим взводом попал в плен в районе м. Медведовка, Горелый Мост недалеко от Барановичей, после чего содержался в лагерях в Волковыске и Слониме. Вскоре совершил побег из плена и в январе 1921 года перешёл границу, после чего направлен в дислоцированный в Слуцке 2-й отдельный эскадрон в составе 2-й отдельной бригады войск ВЧК Западных границ Республики.
В марте 1922 года переведён в 64-й кавалерийский полк в составе 11-й кавалерийской дивизии (1-я Конная армия), дислоцированный в Гомеле. Вскоре дивизия была передислоцирована на Туркестанский фронт. В ноябре 1922 года А. Н. Корусевич направлен на учёбу в дивизионную школу 11-й кавалерийской дивизии в Оренбурге, после окончания которой в ноябре 1923 года вернулся в 64-й кавалерийский полк, где служил на должностях помощника командира взвода и старшины и принимал участие в боевых действиях против басмачества.

### Межвоенное время
В сентябре 1924 года направлен на учёбу в Киевскую объединённую школу командиров имени Главкома С. С. Каменева, после окончания которой в августе 1926 года назначен на должность командира взвода в составе 43-го кавалерийского полка (8-я территориальная кавалерийская дивизия, Приволжский военный округ).
В сентябре 1928 года А. Н. Корусевич направлен на учёбу на Военно-политические курсы имени В. И. Ленина в Москве, после окончания которых в сентябре 1929 года служил на должностях политрука команды обслуживания в Тверской кавалерийской военной школе и политрука эскадрона в Объединённой кавалерийской школе.
В апреле 1933 года направлен в 1-ю отдельную особую кавалерийскую бригаду, где назначен на должность помощника начальника по политической части полковой школы 61-го кавалерийского полка, а в ноябре — на должность помощника начальника школы по политической части 1125-го отдельного механизированного дивизиона.
В ноябре 1934 года А. Н. Корусевич назначен на должность помощника начальника по политической части школы Отдельного кавалерийского дивизиона НКО, который летом 1936 года преобразован в Особый кавалерийский полк. С мая 1937 года служил на должностях комиссара и заместителя командира по политической части 71-го запасного кавалерийского полка (Орловский военный округ).
В 1939 году окончил два курса заочного факультета Военно-политической академии имени В. И. Ленина, а в ноябре 1940 года направлен на учёбу на Высшие военно-политические курсы при Главном политическом управлении Красной армии.

### Великая Отечественная война
25 июня 1941 года полковой комиссар А. Н. Корусевич был досрочно выпущен с курсов и в августе назначен на должность комиссара 91-й стрелковой дивизии, которая вскоре вела оборонительные боевые действия по реке Вопь в 15 километрах от Ярцево. В сентябре переведён на должность для особых поручений при члене Военного совета Западного фронта, а в ноябре назначен комиссаром 1-й гвардейской кавалерийской дивизии, которая вскоре принимала участие в ходе Битвы за Москву, а также в рейдах по тылам противника в районах Вязьмы, Дорогобужа и Ельни, с 8 июля 1942 года — в боевых действиях на реке Жиздра южнее Перестяж, Колосово. В марте 1943 года дивизия была передислоцирована в район севернее Чугуева, после чего принимала участие в ходе Харьковской оборонительной операции.
В июле 1943 года А. Н. Корусевич назначен на должность заместителя командира по строевой части 350-й стрелковой дивизии, которая вскоре вела боевые действия в ходе Донбасской наступательной операции. В период с 20 августа по 3 сентября исполнял должность командира этой же дивизии, а с сентября лечился в госпитале по ранению. После выздоровления 13 ноября вернулся на должность заместителя командира 350-й стрелковой дивизии, которая вскоре принимала участие в ходе битвы за Днепр и Житомирско-Бердичевской, Корсунь-Шевченковской и Проскуровско-Черновицкой наступательных операций. 21 марта 1944 года вновь был ранен, после чего лечился в госпитале. После выздоровления 12 июня 1944 года вернулся на прежнюю должность. 350-я стрелковая дивизия вскоре принимала участие в Львовско-Сандомирской наступательной операции, в ходе которой 8 августа полковник А. Н. Корусевич во время боёв за Сандомирский плацдарм был ранен, после чего лечился в госпитале, по выздоровлении в октябре вновь вернулся на занимаемую должность. 350-я стрелковая дивизия с января 1945 года вела боевые действия в ходе Висло-Одерской, Сандомирско-Силезской и Нижнесилезской наступательных операций.
14 апреля 1945 года назначен на должность командира 395-й стрелковой дивизии, которая участвовала в ходе Берлинской и Пражской наступательных операций.

### Послевоенная карьера
После окончания войны находился на прежней должности в составе Львовского военного округа.
В мае 1946 года назначен на должность командира 112-й стрелковой дивизии, однако в связи с расформированием дивизии с июля того же года находился в распоряжении Управления Сухопутных войск и в январе 1947 года назначен на должность военного комиссара Днепропетровского областного военного комиссариата.
Полковник Алексей Николаевич Корусевич 30 июня 1950 года вышел в запас по болезни.

## Награды
- Орден Ленина (21.02.1945);
- Три ордена Красного Знамени (25.07.1943, 02.09.1944, 03.11.1944);
- Орден Кутузова 2 степени (29.05.1945);
- Орден Отечественной войны 1 степени (03.10.1943);
- Орден Красной Звезды (21.07.1942);
- Орден «Знак Почёта» (16.08.1936);
- Медали.